# جزيرة سيدي سعدون
جزيرة سيدي سعدون أو جزيرة قلعة سيدي سعدون (بالإنجليزية: Sidi Saadoun Island)‏ هي جزيرة تقع في البحر الأبيض المتوسط على بعد حوالي 1 كم من اليابسة شمال  مدينة تمالوس بولاية سكيكدة الواقعة شمال شرق الجزائر، تبلغ مساحة الجزيرة حوالي 2.55 هكتار.